# Paul Arndt (Widerstandskämpfer)
Paul Arndt (* 14. Mai 1913 in Wien; † 20. März 1939 in Celle) war ein deutscher Kommunist und Widerstandskämpfer gegen den Nationalsozialismus.

## Leben
Nach dem Besuch der Volksschule machte Paul Arndt in Magdeburg eine Lehre zum Dreher. 1930 trat er in den Kommunistischen Jugendverband Deutschlands (KJVD) ein und wurde bereits kurz nach der „Machtergreifung“ der Nationalsozialisten am 6. Februar 1933 zu fünf Monaten Gefängnis verurteilt, die er in Halle verbüßte. Im Frühjahr 1934 wurde er vom Zentralkomitee des KJVD als Politischer Leiter nach Hannover geschickt, wo er die Zusammenarbeit mit der SAJ suchte und den Widerstand des KJVD koordinierte. Unter seiner Leitung wurden vom KJVD tausende Flugblätter, Streu- und Klebezettel hergestellt und verteilt. 

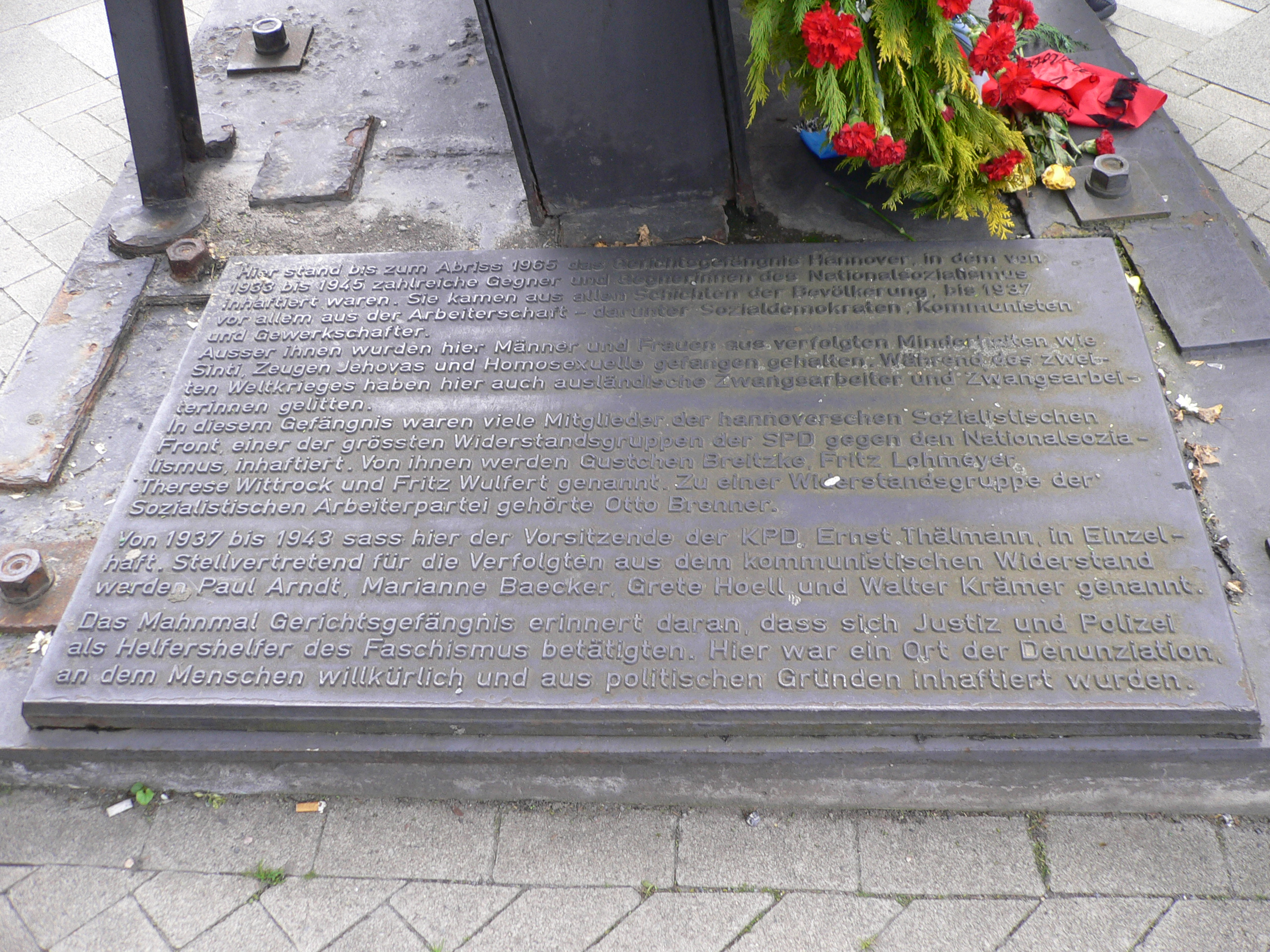
Inschrift des Mahnmals am Gerichtsgefängnis Hannover mit der Ehrung von Paul Arndt

Einem Lagebericht der Gestapo ist zu entnehmen, dass der KJVD in Hannover unter anderem leere Zigarettenschachteln sammeln ließ, um diese mit Flugblättern zu füllen und um diese dann – zu größeren Paketen verschnürt – an verkehrsreichen Plätzen abzuwerfen. Am 18. Oktober 1934 wurde Arndt am Küchengarten in Hannover verhaftet und nach zehnmonatiger Untersuchungshaft am 20. August 1935 vom Oberlandesgericht Hamm als Hauptangeklagter im Prozess gegen die illegale hannoversche KJVD-Leitung zu acht Jahren Zuchthaus verurteilt. Im März 1939 verstarb Arndt an den Haftbedingungen im Zuchthaus Celle.

## Ehrungen
Arndts Name ist Bestandteil der Inschrift des Mahnmals Gerichtsgefängnis Hannover, das sich am Standort des ehemaligen Gerichtsgefängnisses in Hannover befindet.